# Ça : Chapitre 2
Pour les articles homonymes, voir Ca.
Série Ça (2017)
Ça
(2017) Ça : Bienvenue à Derry (série TV)
(2025)
Pour plus de détails, voir Fiche technique et Distribution.
Ça : Chapitre 2 (stylisé ÇA : Chapitre Deux au Québec) (It: Chapter Two) est un film d'horreur canado-américain réalisé par Andrés Muschietti, sorti en 2019. Il s’agit de l’adaptation du roman Ça de Stephen King et de la suite au film Ça (2017).
Le film débute en 1989, où sept enfants ont réussi à échapper à « Ça », une créature métamorphe dévorant les enfants de Derry. Vingt-sept ans plus tard, Bill Denbrough et ses amis reviennent à Derry à la suite de l'appel de Mike. Ils vont devoir à nouveau combattre le sinistre clown « Ça », qui s'est réveillé et recommence à se nourrir d'enfants. Lorsqu'ils reviennent à Derry, ils découvrent la véritable histoire de « Ça » et comptent bien l'achever une bonne fois pour toutes.
Une série télévisée préquelle, Ça : Bienvenue à Derry (It: Welcome to Derry), est prévue pour 2025.

## Synopsis
Septembre 1989. On aperçoit Beverly, en train de flotter en l'air après que Grippe-Sou l'ait hypnotisée avec ses « Lumières Mortes ». Après être sortie des égouts avec les Ratés, ils font tous le serment de revenir au cas où « Ça » ne serait pas mort et au cas où il aurait décidé de revenir. Il se peut que le début de l'histoire se passe dans l'esprit de Beverly jusqu'à son réveil par l'appel de Mike.
En 2016, lors des traditionnelles Fêtes du Canal de Derry dans le Maine, Adrian Mellon et son petit ami, Don Hagarty, sont agressés par un groupe d'homophobes. Les agresseurs jettent Adrian par-dessus le pont, celui-ci est recueilli in extremis hors de l'eau par « Ça » qui vient de se réveiller et dévore le jeune homme sous les yeux impuissants de Don. Mike Hanlon apprend l'accident du pont via une radio de la police décrivant un corps démembré, et se rend sur la scène de crime. Une fois sur place, il découvre une inscription en lettres de sang sur l'armature en béton du pont où il y est écrit « Enfin de retour ! » (« Come home! »), comprenant ainsi que « Ça » est de retour. Il décide de faire appel aux autres membres du Club des Ratés (Bill Denbrough, Ben Hanscom, Beverly Marsh, Richie Tozier, Eddie Kaspbrak et Stanley Uris) afin qu'ils reviennent à Derry et qu'ils respectent la promesse faite 27 ans auparavant. La plupart sont perturbés par l'appel de Mike combiné au fait qu'ils aient du mal à se rappeler leur enfance, mais acceptent tout de même de revenir, alors que Stanley se suicide après l'appel.
Les Ratés se retrouvent dans un restaurant chinois local et commencent à retrouver la mémoire, mais prennent peur lors des premières visions d'horreur causées par « Ça ». Le groupe apprend ensuite le suicide de Stan par le biais d'un message dissimulé dans les morceaux de papier que contiennent leurs biscuits chinois. Richie et Eddie décident de partir pendant que Mike révèle à Bill qu'il a rencontré une tribu d'Amérindiens. Ces derniers lui ont montré les origines de « Ça », comment l'entité est arrivée sur Terre depuis l'espace, tout en lui expliquant le Rituel de Chüd pour le détruire une bonne fois pour toutes. Bill et Mike finissent par convaincre Richie et Eddie de rester pour finir ce qu'ils ont commencé.
Henry Bowers, qui a survécu a sa mort apparente dans le puits, a été arrêté par la police locale pour avoir assassiné son père, et est interné dans un hôpital psychiatrique d'où il finit par s’échapper avec l'aide de « Ça », qui a pris la forme de Patrick Hockstetter, l'un des anciens membres de son gang dévoré par « Ça » dans les égouts 27 ans plus tôt.
Une petite fille, Victoria, sept ans, surnommée Vicky, assiste à un match de baseball avec sa mère. Victime de moqueries de ses camarades de classe à cause de sa tache de naissance sur sa joue droite, elle est distraite par une luciole qui la conduit vers un endroit sombre sous les gradins où finit par apparaître « Ça », qui la manipule et finit par la dévorer.
Afin que le Rituel de Chüd puisse fonctionner, chaque membre du groupe doit retrouver un artefact de son passé. Beverly se rend à son ancien appartement où réside désormais une vieille dame du nom de Mme Kersh. Invitée à entrer prendre une tasse de thé, elle retrouve le poème que Ben lui a écrit sur une carte postale, mais qu'elle pense écrit de la main de Bill. Beverly se retrouve devant une photo troublante de ce qui semble être un Grippe-Sou sans costume, et entend Mme Kersh dire qu'elle a eu « un père travaillant dans un cirque » ; Beverly comprend avoir été piégée et prend la fuite, mais la vieille dame, devenue monstrueusement difforme et nue, attaque Beverly avant de disparaître pour laisser place à Grippe-Sou, la faisant culpabiliser sur ses actes. Elle réussit à sortir de l'appartement pour finalement découvrir que la bâtisse est aujourd'hui à l'abandon.
Bill va devant la bouche d'égout où Georgie a été tué et y retrouve son bateau en papier. Il y rencontre par la suite un petit garçon nommé Dean, qui lui dit qu'il vit dans son ancienne maison et entend parfois des voix d'enfants et d'un clown dans le siphon de la baignoire. De son côté, Ben retourne au lycée de la ville où il récupère la première page de son agenda, que Beverly était la seule personne à avoir signé. C'est en ces lieux qu'il se souvient avoir tenté d'embrasser Beverly, ce à quoi elle l'a rejeté insinuant qu'un « gros » comme lui ne peut avoir aucune chance avec les filles. Surpris par cette réaction, Ben comprend que ce n'est pas son amie et la découvre le crâne en feu. Il réussit à lui échapper mais se retrouve en tête à tête avec Grippe-Sou se moquant de son physique et du fait qu'il soit tout seul, que « personne ne veut embrasser le pauvre petit gros ».
Richie retourne dans une salle d'arcade abandonnée où il récupère un jeton, se remémorant au passage le temps qu'il a passé ici où l'on apprend également son attirance pour le genre masculin à la suite d'une remarque homophobe de Henry Bowers. Peu après, Richie est poursuivi par la statue de Paul Bunyan qui semble avoir pris vie. Alors qu'il est sur le point de se faire tuer, il réussit à se convaincre que ce n'est pas réel et tout paraît revenu à la normale. De retour dans le présent, c'est devant cette statue que Richie se retrouve face à Grippe-Sou, révélant qu'il connaît son secret en rapport avec son homosexualité. Après avoir chacun fait une rencontre avec « Ça », les Ratés retrouvent des charlottes de douche pour Stanley, et Mike retrouve la pierre qui a lancé la bataille contre le gang de Bowers. Bill comprend, par un message sous un skateboard, que « Ça » en a après le jeune garçon, Dean, et décide donc de se rendre à la fête foraine pour le sauver, mais, impuissant, il finit par voir ce dernier se faire dévorer devant lui. Se sentant coupable de ne pas avoir pu protéger ni Georgie ni Dean, il prend la décision de retourner seul à la maison de Neibolt Street pour tuer « Ça ». Henry Bowers blesse Eddie à la joue en l'attaquant pour le compte de « Ça », mais se fait tuer par Richie. Tous les Ratés rejoignent Bill à la maison de Neibolt Street afin de l'aider à détruire « Ça » une bonne fois pour toutes.
Le groupe descend dans une énorme caverne sous les égouts et réalise le Rituel de Chüd, mais « Ça » réussit à les contrer. Il prend la forme d'une araignée géante avec la tête de Grippe-Sou et pousse Mike à révéler aux Ratés que les Amérindiens qui ont fait le rituel ont à l'époque tous péri dans d'atroces souffrances. Les Ratés sont ensuite jetés dans des visions cauchemardesques dont ils finissent par s'échapper. Alors qu'il allait l'attaquer par-derrière, Richie est hypnotisé par les « Lumières Mortes » de « Ça », mais Eddie le sauve avant de se faire empaler par Grippe-Sou.
Les Ratés se regroupent et se rendent compte que « Ça » peut être tué s'ils lui font face en le dénigrant afin qu'il se sente plus petit et plus faible qu'il n'est vraiment, une technique donnée par Eddie qu'il avait utilisé lors d'un affrontement entre lui et Grippe-Sou plus tôt. Ils l'encerclent et l'insultent jusqu'à qu'il rétrécisse et devienne assez faible pour qu'ils puissent arracher son cœur afin de l'écraser. Avant de mourir, il leur dit : « Vous êtes fiers de vous ? Vous voilà devenus grands et pleins de force ! » comme s'il était fier de leur victoire et de qu'ils sont devenus en grandissant. Les « Lumières Mortes » s'autodétruisent après sa mort.
Ravis de leur victoire définitive, ils perdent hélas leur ami Eddie, mort de ses blessures malgré les tentatives de Richie de le sauver. Avec la mort de « Ça », la maison de Neibolt Street n'a plus raison d'exister et se détruit avec le corps d'Eddie faisant ainsi disparaitre toute preuve sur l'existence de la créature.
Les Ratés restants retournent dans la carrière où ils avaient nagé tous ensemble à l'époque. Beverly s'est rendu compte pendant la bataille que c'est Ben qui lui avait écrit le poème de son enfance, elle l'embrasse et tous deux commencent une relation amoureuse. Richie retourne sur le pont où il avait gravé ses initiales et celles d'une autre personne : on apprend à ce moment-là qu'il avait gravé la lettre E pour Eddie, ce qui veut dire qu'il était secrètement amoureux de lui, et que « Ça » l'avait compris. Les Ratés reçoivent tous une lettre posthume de Stanley, qui leur explique qu'il n'aurait pas pu venir les aider dans tous les cas, mais il savait qu'ils seraient assez courageux sans lui pour vaincre « Ça » à nouveau et le mettre définitivement hors d'état de nuire.
Mike est le dernier du Club à quitter Derry, ville où il est resté toute sa vie pour le retour de « Ça ». Au moment de son départ, il trouve une photo du Club quand ils étaient jeunes dans sa voiture, prise après une séance ciné. Il part en pleurs en revoyant une dernière fois les quartiers de la ville, sauvée du monstre. Le film se termine avec la voix de chaque membre du Club. « L'avantage d'être un Raté, c'est qu'on peut tout réussir. Alors, Soyez vrais. Soyez courageux. Faites face. Croyez. Et surtout, n'oubliez jamais : On est des Ratés.....et on le restera toujours ».

## Fiche technique
Sauf indication contraire, les informations mentionnées dans cette section peuvent être confirmées par la base de données cinématographiques IMDb,  présente dans la section « Liens externes ».
- Titre original : It Chapter Two
- Titre français : Ça : Chapitre 2
- Titre québécois : Ça : Chapitre Deux
- Réalisation : Andrés Muschietti
- Scénario : Gary Dauberman, d'après le roman Ça de Stephen King
- Musique : Benjamin Wallfisch
- Direction artistique : Nigel Churcher
- Décors : Paul D. Austerberry, Crystal North et Shane Vieau
- Costumes : Luis Sequeira
- Photographie : Checco Varese
- Son : Sylvain Arseneault, Rob Beal, Daryl Purdy, Robert Woolfson
- Montage : Jason Ballantine
- Production : Roy Lee, Dan Lin et Barbara Muschietti

Coproduction : Jason Fuchs et Victoria Palmeri
Producteurs délégués : Gary Dauberman, Seth Grahame-Smith, Richard Brenner, Marty P. Ewingn, David Katzenberg et Dave Neustadter
Producteur associé : Darin Read
- Société de production[2] : New Line Cinema, Vertigo Entertainment, Lin Pictures, KatzSmith Productions et Rideback
- Sociétés de distribution[2] : Warner Bros. Pictures (États-Unis, Canada et France)
- Budget : 79 millions de dollars[3]
- Pays d'origine :  Canada,  États-Unis
- Langue originale : anglais
- Format[4] : couleur — 2,39:1 (CinemaScope) — son Dolby Digital | Dolby Atmos
- Genre : épouvante-horreur, fantastique, drame
- Durée : 169 minutes[5],[6]
- Dates de sortie :
  - États-Unis, Canada : 6 septembre 2019
  - France : 11 septembre 2019
  - Belgique[7], Suisse romande[8] : 11 septembre 2019
  - Indonésie : 4 septembre 2019 (avant-première mondiale) [réf. nécessaire]
- Classification[9] :
  -  États-Unis : R – Restricted (Les enfants de moins de 17 ans doivent être accompagnés d'un adulte).
  -  Canada : 13 ans et plus (Québec), 14A (dans le reste du pays)
  -  France : 
    - Interdit aux moins de 12 ans (Interdiction aux mineurs de moins de 12 ans en raison de nombreuses scènes violentes et sanguinolentes, non adaptées pour un jeune public.) (visa d'exploitation no 151307 délivré le 10 septembre 2019)[10]
    - Déconseillé aux moins de 16 ans à la télévision sur Canal+, Canal+ Cinéma, Ciné+ Frisson et RTL9[11],[12]

## Distribution
Note : La version française du film ayant été doublée uniquement en France, tous les comédiens belges du premier film ont été remplacés par des comédiens français.

### Le Club des Ratés
- James McAvoy (VF : Alexis Victor ; VQ : Nicolas Charbonneaux-Collombet) : William « Bill » Denbrough
  - Jaeden Lieberher (VF : Tom Trouffier ; VQ : Louis-Julien Durso) : Bill Denbrough, jeune
- Jessica Chastain (VF : Rafaèle Moutier ; VQ : Aline Pinsonneault) : Beverly « Bev » Marsh
  - Sophia Lillis (VF : Clara Quilichini ; VQ : Marguerite D'Amour) : Beverly Marsh, jeune
- Bill Hader (VF : Emmanuel Garijo ; VQ : Gilbert Lachance) : Richard « Richie » Tozier
  - Finn Wolfhard (VF : Thomas Sagols ; VQ : Lorik Saxena) : Richie Tozier, jeune
- James Ransone (VF : Sébastien Desjours ; VQ : Benoît Éthier) : Edward « Eddie » Kaspbrak
  - Jack Dylan Grazer (VF : Kylian Trouillard ; VQ : Adam Moussamih) : Eddie Kaspbrak, jeune
- Jay Ryan (VF : Boris Rehlinger ; VQ : Frédérik Zacharek) : Benjamin « Ben » Hanscom
  - Jeremy Ray Taylor (VF : Oscar Douieb ; VQ : André Kasper) : Ben Hanscom, jeune
- Isaiah Mustafa (VF : Jean-Baptiste Anoumon ; VQ : Marc-André Bélanger) : Michael « Mike » Hanlon
  - Chosen Jacobs (VF : Hugo Brunswick ; VQ : Clifford Leduc-Vaillancourt) : Mike Hanlon, jeune
  - Tristian Levi Cox et Torian Matthew Cox : Mike Hanlon, à 4 ans
- Andy Bean (VF : Damien Ferrette) : Stanley « Stan » Uris
  - Wyatt Oleff (VF : Enzo Ratsito ; VQ : Sam-Éloi Girard) : Stanley Uris, jeune

### Différentes formes de Ça
- Bill Skarsgård (VF : Antoine Schoumsky ; VQ : Thiéry Dubé) : Robert « Bob » Gray / Grippe-Sou, le Clown Dansant : Un monstre trans-dimensionnel qui se réveille tous les 27 ans pour se nourrir de la peur des enfants qu'il tue. Grippe-Sou, le clown dansant, est la forme préférée de « Ça ». Il a été vaincu et sérieusement blessé par le Club des Ratés une première fois en 1989, le forçant à terminer prématurément son cycle. Sa défaite l'a motivé à se renforcer pour exercer sa revanche contre les Ratés dès l'instant où ils reviennent à Derry.
- Javier Botet : Hobo, le Lépreux / la Sorcière : Javier Botet reprend son rôle de Hobo, un lépreux qu'Eddie a croisé à la maison du 29 Neibolt Street, quand il était jeune. Javier Botet prend également la forme de la Sorcière, une autre forme de « Ça », qui fait référence à l'histoire de Hansel et Gretel, dont la sorcière effrayait au plus haut point Beverly lorsqu'elle était enfant.
- Jackson Robert Scott : Georgie Denbrough (mort) : Le jeune frère (mort) de Bill. Son bras a été arraché par Grippe-Sou en octobre 1988, ce qui a mené aux événements de l'été 1989. Il rend régulièrement visite à Bill pour le faire culpabiliser de ne pas l'avoir protégé.
- Joan Gregson (VF : Frédérique Cantrel) : Mme Kersh, une gentille vieille dame qui se révèle être en réalité un monstre pervers, une autre forme de « Ça », qui vit actuellement dans l'appartement d'enfance de Beverly Marsh et de son père, Alvin.
- Owen Teague : Patrick Hockstetter, ami d'Henry Bowers, dévoré par Grippe-Sou dans les égouts en 1989. « Ça » se sert de cette forme pour convaincre Henry de s'en prendre aux Ratés afin de lui faciliter la tâche. Sous cette forme, il apparaît à Henry sous les traits d'un Patrick Hockstetter zombifié, les zombies étant la plus grande peur d'Hockstetter lorsqu'il était enfant.

### Autres personnages
- Teach Grant (VF : Pascal Casanova) : Henry Bowers
  - Nicholas Hamilton (VF : Julien Crampon) : Henry Bowers, jeune
- Xavier Dolan (VF et VQ : lui-même) : Adrian Mellon
- Taylor Frey : Don Hagarty
- Jake Weary : John « Webby » Garton
- Erik Junnola : Steve Dubay
- Katie Lunman (VF : Gabriel Bismuth-Bienaimé) : Christopher Unwin
- Molly Atkinson (VF : Vivi Müller) : Sonia Kaspbrak, la mère d'Eddie / Myra, la femme d'Eddie
- Jess Weixler (VF : Ingrid Donnadieu) : Audra Philipps, la femme de Bill
- Will Beinbrink (VF : Anatole de Bodinat) : Tom Rogan, le mari de Beverly
- Stephen Bogaert (VF : Bruno Choël ; VQ : François Trudel) : Alvin Marsh
- Luke Roessler : Dean
- Ryan Kiera Armstrong : Victoria « Vicky » Fuller
- Joe Bostick (VF : Gérard Darier) : Norbert Keene
- Juno Rinaldi (VF : Barbara Tissier) : Gretta Keene, adulte
  - Megan Charpentier (VF : Camille Timmerman) : Gretta Keene, jeune
- Ry Prior (VF : Baptiste Mège) : Connor
- Neil Crone (VF : Achille Orsoni) : le chef Borton
- Takako Fuji (VF : Pauline de Meurville) : La serveuse du restaurant chinois
- Jason Fuchs (VF : Romain Altché) : le gérant de Richie
- Martha Girvin (VF : Isabelle Auvray) : Patricia Uris, la femme de Stanley
- Peter Bogdanovich (VF : Philippe Catoire) : le réalisateur du film « Les Rapides des Ténèbres »
- Stephen King (VF : Jean-François Vlérick) : le vendeur de la boutique « Rose Doccaze, vêtements d’occase »
- Brandon Crane[a] : un collègue de Ben (caméo)
- Andrés Muschietti : un client de la pharmacie Keene (caméo)

Version française réalisée par Dubbing Brothers ; direction artistique : Marie-Eugénie Maréchal ; adaptation des dialogues : Sylvestre Meininger
Version québécoise réalisée par Difuze ; direction artistique : Julie Burroughs ; adaptation des dialogues : David Axelrad
 Source et légende : version québécoise (VQ) sur Doublage.qc.ca

## Production

### Développement
Deux semaines après la sortie du premier film, la date de sortie américaine de la seconde partie est annoncée pour le 6 septembre 2019. Andrés Muschietti confirme que deux scènes coupées du premier film seraient incluses dans le second, l'une d'entre elles étant l'incendie du Black Spot présente dans le livre.
Le 27 juillet 2019, il est annoncé que le film sortira une semaine plus tôt que la date prévue au départ.
Le 29 juillet 2019, il est annoncé que le film durera 165 minutes, soit 2h45.
Quelques jours plus tard, il est annoncé que le film durera 169 minutes, soit 2h49.

### Attribution des rôles
Quelque temps après la sortie du premier film, l'acteur Bill Skarsgård est déjà confirmé pour reprendre le rôle de « Ça ». En novembre 2017, Jessica Chastain et Idris Elba se disent intéressés pour incarner les versions adultes des personnages de Beverly et Mike, mais c'est finalement Isaiah Mustafa qui incarnera la version adulte de Mike. Quelques jours plus tard, il est annoncé que les acteurs Andy Bean, James Ransone, Bill Hader et Jay Ryan rejoignent le casting et incarneront les versions adultes de Stanley Uris, Eddie Kaspbrak, Richie Tozier et Ben Hanscom, et que Teach Grant incarnera la version adulte d'Henry Bowers. Par ailleurs, Bill Hader aurait été choisi selon le souhait de Finn Wolfhard, qui jouait Richie enfant. Sophia Lillis souhaitait également que Jessica Chastain reprenne le rôle de Beverly tandis que Jaeden Martell, Wyatt Oleff, Chosen Jacobs, Jeremy Ray Taylor (en) et Jack Dylan Grazer voulaient respectivement Christian Bale, Joseph Gordon-Levitt, Chadwick Boseman, Chris Pratt et Jake Gyllenhaal pour reprendre les rôles de Bill, Stan, Mike, Ben et Eddie adultes. Le 21 juin 2018, il a été annoncé par James McAvoy, incarnant la version adulte de Bill, que le tournage avait officiellement commencé ce même jour.
Seth Green, qui incarnait Richie jeune dans le téléfilm de 1990, avait manifesté son intérêt de l'incarner adulte dans cette version.
Pour le rôle de Mike adulte, en plus de Chadwick Boseman, plusieurs autres acteurs étaient envisagés comme Don Cheadle, Will Smith, Craig Robinson, Taye Diggs, Michael B. Jordan, Donald Glover et Anthony Mackie. Pour celui de Richie adulte, les noms de Sam Rockwell, Josh Gad et Ed Helms étaient envisagés. Pour celui de Stan c'était Will Forte, Jason Lee, Justin Long, Jack Black, Patton Oswalt et même Bill Hader qui incarnera finalement Richie. Il fut aussi envisagé pour le rôle d'Eddie tout comme Steve Buscemi et John Leguizamo. Pour le rôle de Beverly, les premiers choix furent Amanda Seyfried, Gina Rodriguez, Jenny Slate, Awkwafina, Bryce Dallas Howard, Karen Gillan et Anna Kendrick. Enfin, pour le rôle de Bill, la liste d'acteurs envisagés fût plus longue car elle contient Dwayne Johnson, Chris Pratt, Ryan Reynolds, Russell Brand, James Corden, Zac Efron, Daniel Radcliffe, Matt Lucas, Ashton Kutcher, Will Ferrell, Sean Hayes, Danny DeVito, Seth Rogen, Eddie Izzard et David Tennant.

### Tournage
Le tournage a lieu le 19 juin 2018, aux Pinewood Toronto Studios, mais aussi dans et autour de Port Hope, Oshawa et Toronto. Il prend fin le 30 octobre 2018.
Les rumeurs sur une suite au premier film ont débuté en février 2016, lorsque Muschietti a révélé le projet de mise en production. En septembre 2017, New Line Cinema annonce que la suite verrait le jour en septembre 2019, avec Dauberman à l'écriture du scénario et Muschietti à la réalisation.

### Musique
Tout comme pour le premier volet, la musique du film est composée par le musicien Benjamin Wallfisch, reprenant par ailleurs de nombreuses musiques issues du premier film.

## Accueil

### Accueil critique
Dans les pays anglophones, Ça : Chapitre 2 obtient un accueil modéré des critiques professionnels : le site Rotten Tomatoes lui attribue un taux d'approbation de 67% pour 162 critiques collectées. Le site Metacritic lui attribue un score de 59/100 pour 43 critiques et une mention « Mixed or average reviews » (avis mitigés et moyens).
En France, le long-métrage obtient un accueil mitigé des critiques de journalistes professionnels, avec une moyenne de 2,9/5 sur le site AlloCiné, pour 14 « titres de presse ».
Le Parisien dit « Si la suite de cette adaptation du roman culte de Stephen King est moins réussie que le premier volet, qui avait connu un succès phénoménal en 2017, elle fait tout de même très peur, de façon assez originale, et vaut carrément le coup. »
Le Figaro n'a pas apprécié le film : « Le succès du chapitre 1, production hollywoodienne au budget raisonnable transformée en blockbuster mondial, a permis au réalisateur argentin de convaincre la Warner de le laisser faire ce qu’il voulait. Et surtout n’importe quoi. »

### Promotion
Le 7 mai 2019, Stephen King annonce sur son compte Twitter qu'un premier teaser sera dévoilé le jeudi 9 mai. Quelques heures après, New Line Cinema et Warner Bros. l'officialisent sur le compte Twitter officiel du film avec une image de deux ballons rouges.
Pour annoncer la venue de cette bande-annonce, les sept principaux acteurs des versions plus jeunes des personnages (Finn Wolfhard, Jaeden Lieberher, Sophia Lillis, Chosen Jacobs, Wyatt Oleff, Jeremy Ray Taylor et Jack Dylan Grazer) ont publié une image d'eux seuls, avec un ballon rouge, dissimulé derrière eux de différentes façons (ombres, cachés derrière des objets…).
Le 18 juillet, lors du Comic-Con de San Diego, une nouvelle affiche est révélée et une deuxième bande-annonce, qui se trouve être la bande-annonce finale, est présentée.

### Box-office
| Pays ou région        | Box-office        | Date d'arrêt du box-office | Nombre de semaines |
| --------------------- | ----------------- | -------------------------- | ------------------ |
| États-Unis Canada     | 211 622 525 $     | 5 décembre 2019            | 13                 |
| France                | 1 496 163 entrées | 26 novembre 2019           | 11                 |
| Allemagne             | 1 897 731 entrées | 20 novembre 2019           | 11                 |
| Italie                | 1 337 437 entrées | 20 novembre 2019           | 11                 |
| Espagne               | 1 419 727 entrées | 21 novembre 2019           | 11                 |
| Total hors États-Unis | 261 500 000 $     | 5 décembre 2019            | 13                 |
| Total mondial         | 473 122 525 $     | 5 décembre 2019            | 13                 |

Dès son premier weekend aux États-Unis, le film se hisse en tête du box-office en rapportant 91 millions de dollars de recettes, réalisant le deuxième meilleur démarrage de tous les temps pour un film d'horreur derrière le premier film. À l'international, il rapporte 94 millions de dollars pour un cumul de 185 millions de dollars de recettes mondiales. Le weekend suivant aux États-Unis, toujours en tête du box-office, le film rapporte 40 millions de dollars supplémentaires, portant le cumul à 152 millions de dollars. À l’international, le film rapporte 47 millions de dollars supplémentaires, portant le cumul à 323 millions de dollars de recettes mondiales. Lors de son troisième weekend, le film chute à la 4e place du classement, rapportant 17 millions de dollars, portant le cumul à 178 millions de dollars de recettes. Dans le reste du monde, le film rapporte 21,3 millions de dollars supplémentaires, portant le cumul à 385 millions de dollars de recettes mondiales. Au total, le film cumule 211,6 millions de dollars aux États-Unis et plus de 473 millions de dollars de recettes mondiales, un succès commercial mais des scores beaucoup plus faibles que ceux du premier film.
Avec un score de 635 024 entrées dès sa première semaine en France, le film démarre en tête du box-office français mais réalise un démarrage plus faible que le premier film. La semaine suivante, le film cède la première place à Ad Astra, et réalise 369 904 entrées supplémentaires, portant le cumul à 1 004 928 entrées. À sa troisième semaine d'exploitation, il réalise 212 543 entrées supplémentaires, portant le cumul à 1 217 471 entrées. À sa quatrième semaine d'exploitation, il réalise 133 462 entrées supplémentaires, portant le cumul à 1 350 933 entrées. À sa cinquième semaine d'exploitation, il réalise 56 940 entrées supplémentaires, portant le cumul à 1 407 873 entrées. Au total, le film enregistre un cumul de 1 496 163 entrées, un score plutôt correct pour un film d'horreur mais plus faible que le premier film.

## Distinctions
Entre 2019 et 2020, Ça : Chapitre 2 a été sélectionné 23 fois dans diverses catégories et a remporté 5 récompenses.

### Récompenses
| Année | Festivals de cinéma                 | Prix                                                       | Lauréat(es) |
| ----- | ----------------------------------- | ---------------------------------------------------------- | --- |
| 2019  | Fright Meter Awards                 | Fright Meter Award du meilleur acteur                      | James McAvoy |
| 2019  | Fright Meter Awards                 | Fright Meter Award du meilleur acteur dans un second rôle  | Bill Hader |
| 2019  | Fright Meter Awards                 | Fright Meter Award du meilleur maquillage                  | - |
| 2019  | Fright Meter Awards                 | Fright Meter Award de la meilleure distribution d'ensemble | Jessica Chastain, Sophia Lillis, James McAvoy, Jaeden Martell, Bill Hader, Finn Wolfhard, Isaiah Mustafa, Chosen Jacobs, Jay Ryan, James Ransone, Jack Dylan Grazer, Bill Skarsgård, Andy Bean et Jeremy Ray Taylor |
| 2019  | Oklahoma Film Critics Circle Awards | OFCC Award du film le plus décevant                        | - |

### Nominations
| Année | Festivals de cinéma                                   | Prix                                                         | Nommé(es) |
| ----- | ----------------------------------------------------- | ------------------------------------------------------------ | --- |
| 2019  | Fright Meter Awards                                   | Meilleur film d'horreur                                      | - |
| 2019  | Fright Meter Awards                                   | Meilleur acteur dans un second rôle                          | Bill Skarsgård |
| 2019  | Fright Meter Awards                                   | Meilleure actrice dans un second rôle                        | Jessica Chastain |
| 2019  | Fright Meter Awards                                   | Meilleur réalisateur                                         | Andy Muschietti |
| 2019  | Fright Meter Awards                                   | Meilleure photographie                                       | Checco Varese |
| 2019  | Fright Meter Awards                                   | Meilleur compositeur                                         | Benjamin Wallfisch |
| 2019  | Fright Meter Awards                                   | Meilleur costumier                                           | Luis Sequeira |
| 2019  | Fright Meter Awards                                   | Meilleurs effets spéciaux                                    | - |
| 2019  | Hollywood Music In Media Awards (HMMA)                | Meilleure musique originale pour un film d'horreur           | Benjamin Wallfisch |
| 2019  | IGN Summer Movie Awards                               | Meilleur interprète dans un film                             | Bill Hader |
| 2020  | Fangoria Chainsaw Awards                              | Meilleur film à large diffusion                              | - |
| 2020  | Fangoria Chainsaw Awards                              | Meilleur acteur dans un second rôle                          | Bill Hader |
| 2020  | Hawaii Film Critics Society                           | Meilleur film d'horreur                                      | |
| 2020  | Hollywood Makeup Artist and Hair Stylist Guild Awards | Meilleur maquillage des effets spéciaux dans un long métrage | Sean Sansom, Shane Zander, Iantha Goldberg |
| 2020  | Music City Film Critics' Association Awards           | Meilleur film d'horreur                                      | - |
| 2020  | Music City Film Critics' Association Awards           | Meilleure jeune actrice                                      | Sophia Lillis |
| 2020  | The CAFTCAD awards                                    | Excellence en artisanat - Arts textiles                      | Mélanie Turcotte, Debbie Williams, Robert Welsh |
| 2020  | The CAFTCAD awards                                    | Meilleure conception de costumes dans le cinéma contemporain | Luis Sequeira, Ann Steel, Suzanne Aplin, Sara Schilt, Nathalie Gysel, Hanne Whitfield, Mélanie Turcotte, Debbie Williams, Robert Welsh, Tamiyo Tomihiro, Ying Zhao, Sylvie Bonniere, Christina Cattle, Susan Nycz, Amy Sztulwark, Rachel Archer, Miranda Lukaniuk, Lisa Prince |

## Éditions en vidéo
Il est sorti en DVD, Blu-ray et Blu-ray Ultra HD le 15 janvier 2020, avec de nombreux bonus en suppléments.
Le film est sorti en coffret DVD et Blu-ray comprenant Ça, le 15 janvier 2020.
Les bonus DVD et Blu-ray comprennent le commentaire audio du réalisateur, deux documentaires intitulés Les étés de Ça, ainsi qu'un making-of incluant les interviews du réalisateur et des différents acteurs du film.

## Série télévisée préquelle
Une série télévisée préquelle, Ça : Bienvenue à Derry (It: Welcome to Derry), sortira en 2025. Elle se déroule 27 ans avant les évènements du film.